# Дмитрівка (Бердянський район)
Дми́трівка — село в Україні, у Бердянському районі Запорізької області. Населення становить 2396 осіб. До 2020 року органом місцевого самоврядування була Дмитрівська сільська рада. Сільраді підпорядковувалося село Шевченка. З 2020 року село входить до складу Андріївської громади.

## Географія
Село Дмитрівка знаходиться на березі річки Кільтиччя, вище за течією на відстані 1 км розташоване село Трояни, нижче за течією на відстані 3 км розташоване село Шевченка. Від села до Азовського моря 6 км. Селом проходить автомобільна дорога Н30.

## Історія
Поблизу села виявлено кам'яні знаряддя праці доби бронзи (II тисячоліття до. н. е.) у чотирьох курганах ямної (кургани 3 та 4), катакомбної культур (курган 1) та скіфами (курган 2). В урочищі Кобил-балки знайдено рештки скіфського поселення (IV ст. до н. ери).
Засноване село у 1861 році на місці татарського аулу Йогурт-Темгали, що у перекладі означає «кисле молоко», «простокваша». Спочатку село носило назву Покровка (за іншими даними — Новопокровка), по церкві, що була збудована в перші роки заснування села. Однак через 25 років село перейменували на Дмитрівку, бо в повіті вже було село з цією назвою, яке було засновано значно раніше.
Під час організованого радянською владою Голодомору 1932—1933 років померло щонайменше 172 жителі села.

## Населення

### Мова
Розподіл населення за рідною мовою за даними :
| Мова            | Кількість | Відсоток |
| --------------- | --------- | -------- |
| російська       | 1479      | 61.73%   |
| українська      | 868       | 36.23%   |
| болгарська      | 14        | 0.58%    |
| румунська       | 3         | 0.13%    |
| вірменська      | 1         | 0.04%    |
| білоруська      | 1         | 0.04%    |
| гагаузька       | 1         | 0.04%    |
| інші/не вказали | 29        | 1.21%    |
| Усього          | 2396      | 100%     |

## Економіка
- «Людмила», агрофірма, сільськогосподарське ПП
- «Войників і Ко», агрофірма, сільськогосподарське ПП
- «ПП Курбацький», сільськогосподарське ПП

## Об'єкти соціальної сфери
- Школа.
- Дитячий садочок.
- Будинок культури.
- Лікарня.
- Музей історії села.